# Varronia campestris
Varronia campestris är en strävbladig växtart som först beskrevs av Warm, och fick sitt nu gällande namn av A. Borhidi. Varronia campestris ingår i släktet Varronia och familjen strävbladiga växter. Inga underarter finns listade i Catalogue of Life.